# Jaime Toledo
Jaime Toledo Olivo (Escuinapa, Sinaloa, México; 23 de abril de 1989) es un futbolista mexicano. Juega de mediocampista y su actual club es el F.C. Juárez.

## Trayectoria
En su natal Escuinapa se inclinó por el deporte más popular del mundo como lo es el fútbol, participando en ligas infantiles y juveniles con el equipo Tigres del "Porres" Lizárraga. Posteriormente ingresó a la escuela Atlas Matamoros, en donde después de algunos visoreos por varios equipos del fútbol mexicano, finalmente llenó el ojo en la organización de Torreón.
Entre el 2007 y 2008 Toledo estuvo jugando en los equipos de la tercera y segunda división del Santos Laguna, así también como en la liga de ascenso con el ya desaparecido Santos Laguna A. Su primera competición con el equipo Santos fue en juego internacional en la liga de Campeones de la Concacaf, y gracias a sus cualidades, Daniel Guzmán que en ese tiempo era el DT del Santos, le abrió las puertas para jugar en torneos de la Primera División. Toledo debutó el domingo 12 de octubre de 2008. Entró en el minuto 78 por Agustín Herrera, en la derrota como visitante del Santos ante Pachuca (2-0).
Salió por primera vez como titular con Santos y jugó todo el encuentro ante el Monterrey FC el 24 de febrero de 2009, ahí conoció por primera vez lo que es un triunfo en el fútbol de la Primera División al vencer 2-0 a los "Rayados", esto en el Torneo de Clausura 2009. Su segundo encuentro como titular fue en ese mismo torneo contra las Águilas del América en donde salió al minuto sesenta de tiempo corrido. En el torneo de Clausura 2010 volvió a aparecer ahora antes Las Chivas Rayadas de Guadalajara, con sesenta minutos de participación. Era apenas su quinto partido en la Primera División y ya estaba en una final, fue en el juego de ida del Torneo de Apertura del 2010 cuando Santos se enfrentó a Monterrey, Toledo entró en el minuto 85.
Rubén Omar Romano de inicio echó de la mano de Toledo en el Torneo de Clausura 2011, y contra Pachuca vio acción al entrar al minuto 76 en sustitución de Darwin Quintero, en el partido que concluyó empatado a uno tanto. Llega la "Era" de Diego Cocca ante el despido de Romano, y llegaron las grandes oportunidades para el oriundo de Escuinapa.
El 10 de marzo de 2011 en el Estadio Corona, el Santos no levanta al sufrir su séptima derrota consecutiva, cinco en la liga y dos en la Concachampions, al caer 0-1 ante Monarcas Morelia, en juego de la fecha 11 del Torneo de Clausura. En este encuentro Christian Benítez cede el lugar sobre el terreno de juego al minuto 77, para que entre "Toledo". A la siguiente jornada, todo fue felicidad, primero por jugar todo el encuentro, y luego por vencer 3-0 a la Máquina del Cruz Azul; mientras que en la fecha 13 solo vio acción durante 33 minutos ante el campeón Monterrey, al tomar el lugar que dejó el gran veterano Rodrigo Ruiz. 
El 13 de abril de 2011 anota su primer gol en primera división, en un partido contra el Puebla FC.
Para el Apertura 2012 pasó a formar parte de los Tiburones Rojos de Veracruz en donde consiguió la titularidad que tanto deseaba. En el 2013 la franquicia de Veracruz fue vendida a un empresario potosino y los Tiburones Rojos se transformaron en Atlético San Luis, equipo con el cual Toledo jugó hasta 2014. Para 2014, Toledo se marcha libre, y decide fichar para el Tampico Madero.

## Clubes
| Club                        | País   | Año           |
| --------------------------- | ------ | ------------- |
| Santos Laguna               | México | 2008-2012     |
| Tiburones Rojos de Veracruz | México | 2012-2013     |
| Atlético San Luis           | México | 2013-2014     |
| Tampico Madero              | México | 2014-2016     |
| F.C. Juárez                 | México | 2017-presente |

## Palmarés

### Campeonatos nacionales
| Título           | Club               | País   | Año  |
| ---------------- | ------------------ | ------ | ---- |
| Primera División | Club Santos Laguna | México | 2008 |
| Primera División | Club Santos Laguna | México | 2012 |